# 哈蒙敦 (密西西比州)
哈蒙敦（英語：Harmontown）是位於美國密西西比州拉法葉縣的非建制地區。

## 歷史
哈蒙敦的郵局於1879年設立，其後於1914年停運。當地於1900年時有75人。

## 地理
哈蒙敦所處的海拔為高於海平面123米（即404英呎），而該地所採用的時區為UTC-6，即北美中部時區（CST）。同時該地設有夏令時間，為UTC-6調快一小時，即UTC-5（CDT）。